# 美国陆军第25步兵师
美国陆军第25步兵师隶属于美国陆军太平洋司令部第8军，绰号“热带闪电”“电力草莓“，是美国太平洋战区主要的陆军力量，可以在接到动员令后18小时内开始部署。第25步兵师属轻型作战师，机动灵活，在执行紧急支援任务方面能力突出，擅長熱帶叢林作戰、城市作战或进行警备任务，局限在于无法抵挡重装甲部队、炮兵集群、战略导弹部队袭击。第25轻步师自成立以来，先后参加过第二次世界大战、朝鲜战争、越南战争、阿富汗战争等，是美国陆军的主力部队之一。该师的格言是：“准备在任何地方、任何时刻进行打击。”（The preparation in any place, any time carries on the attack.）

## 装备
全师主要装备有：AH-64武装直升机、UH-60通用直升机、OH-58侦察直升机、EH-60电子战直升机等各型直升机115架；火炮144门，其中105毫米轻型牵引榴弹炮54门、81毫米迫击炮36门、60毫米迫击炮54门；反坦克导弹发射装置304部；防空导弹系统80部；各种作战车辆和输送车辆2240辆。

## 历史

### 第二次世界大战
第25步兵师正式组建于第二次世界大战期间，其前身是美国夏威夷师一部。1940年，当战争的威胁日益临近之时，美国陆军部决定以美国陆军夏威夷师（成立于1921年2月28日，首任师长为勞頓·科林斯准将）为基础，组建两个三三建制的步兵师——第24步兵師、第25步兵师。当时，夏威夷师是美国陆军中训练有素的部队，并参加过第一次世界大战。该师编有2个步兵旅，下辖第19、21、27、35步兵团和第8、11、13野战炮兵团。美国陆军认为，这种从第一次世界大战中沿袭下来的四团制结构的步兵师，已不适应现代战斗，因此决定以其中的第27和35步兵团、第8野战炮兵团和夏威夷国民警卫队第298团组建第25步兵师，另辖1个工兵营和1个医疗营。这个步兵师就是第25轻步师的前身。
1941年，日本突袭珍珠港后，第25步兵师随即奉命防守瓦胡岛南部地区。1942年8月，第161步兵团取代第298步兵团成为第25步兵师的第3个团，第298步兵团则归属夏威夷国民警卫队而担负保卫夏威夷的任务。二战中，第25步兵师参与的最重要的军事行动就是瓜达尔卡纳尔岛战役。这次战役从1942年8月展开，到1943年2月日本在瓜达尔卡纳尔岛全面溃退而结束，共经历了6个月的时间。直到战役后期，双方进入胶着状态时，第25步兵师才正式参战。1942年11月25日，美国第25步兵师师长勞頓·科林斯少将奉命率部通过船载前往南太平洋地区，定于1942年12月27日至1943年1月4日登陆瓜达尔卡纳尔岛，增援已在该岛与日军作战达5个月的美国陆军部队和美国海军陆战队部队。第25步兵师的到来改变了双方的兵力对比，使美军具备了实施进攻作战的能力。在瓜达尔卡纳尔岛战役中，第25步兵师先后参加了夺取科昆博拉和向埃斯佩朗斯角推进的作战行动。在热带丛林中，第25步兵师同日军进行了艰苦的丛林战，最后击败守岛日军。1942年12月，第25步兵师司令部到达瓜达尔卡纳尔岛时，曾用“闪电”作为师司令部的通信呼叫代号。第25步兵师也因在此次战斗中行动迅速而获得“闪电师”的美称。1943年底，第25步兵师正式采用闪电图案作为其臂章标志。根据美军的解释，第25步兵师的臂章图案意味着快速与进攻精神。1953年8月3日，美国陆军部授权第25步兵师可以正式使用“热带闪电”这个别称。战役结束后，第25步兵师于1943年夏奉命开赴蒙达。在北所罗门群岛的作战中，该师第27步兵团于8月14日占领贝伊罗科港，第35步兵团则攻占韦拉拉韦拉岛。此后，美国第25步兵师撤往新西兰和新喀里多尼亚休整、补充和备战训练。
1945年1月11日，第25步兵师师长小查尔斯·L·马林斯少将奉命率部乘运输舰向菲律宾吕宋岛挺进，继而在圣法比安地区登陆成功。该师越过中部平原即向盘踞在比纳洛南的日军发起猛攻，迅速攻占比纳洛南。此后，又夺取乌明岸、卢帕斯、圣何塞等城市，全歼岛上日军的坦克部队。随着战线的推进，日军的抵抗越来越猛烈，并不断地发起反冲击。第25步兵师先后攻占迪格迪格、普特兰和卡平塔兰，后来又在巴里特山口进行了艰苦的攻坚战。巴里特山口是通向卡加延湾的要道，日军在那里构筑坚固的防御工事，做好了充分的防御准备。双方反复争夺，很多阵地多次易手，伤亡惨重。在美国海军和海军陆战队的支援下，第25步兵师最终攻占巴里特山口。在菲律宾战役中，第25步兵师共击毙日军6000余人，己方也付出了惨重的牺牲。战役结束后，第25步兵师移驻帕特里克兵营休整，为进攻日本本土做准备。该师因作战有功而获得菲律宾总统所颁“优异部队”奖状。1945年8月15日，日本无条件投降后，美国第25步兵师作为占领军的组成部分进入日本。

### 朝鲜战争
1950年6月25日，朝鲜战争爆发。美国第25步兵师在师长威廉·B·基恩少将率领下与1950年7月5日至18日从日本兵营前往朝鲜半岛登陆参战，在釜山设防。该师因而获得韩国总统所颁的“优异部队”奖状。随着人民军战线的延伸和美军兵力的增多，美军开始从釜山防御圈出击。9月中旬，第25步兵师和“联合国军”其他部队发起反击。在与志愿军的多次交战中，第25步兵师可以说是真正尝到了甜头。在第一次战役中，第25步兵师未受到打击。在第二次战役的上九洞战斗中，第25步兵师第24步兵团（黑人团）一部受到打击，1个连被击溃。在第三次战役中，该师的1个营在高阳被击溃。在第四次战役中，该师有12人在水原以北被歼，在汉江以南地区，该师也受到沉重打击。1951年，志愿军实施夏季防御战，第25步兵师第35步兵团的2个班的一部和1个火器班的一部，共有4人被打死。1953年5月至7月，第25步兵师在汉城地区执行警备任务，因而再次获得韩国总统“优异部队”奖状。
1953年7月8日，第25步兵师转而担任预备队任务，其防务由美國第1海軍陸戰師接替。1954年9月至10月，第25步兵师陆续撤回美国夏威夷州斯科菲尔德兵营，终于回到阔别12年之久的“家”。此后，第25步兵师抓紧进行丛林战训练，成为美国陆军唯一训练有素的“反游击战”的部队。

### 越南战争
1963年初，应駐越美軍司令部的请求，第25步兵师向南越派出了100名直升机枪炮手。1966年3月，第25步兵师奉命由美国夏威夷州斯科菲尔德兵营抵达越南，参加越南战争。其第3旅部署在波来古，由第4步兵师实施作战控制，主要任务是打通“越共”控制的19号公路。
在越南战争中，第25步兵师先后参加了“保罗·里维尔/建丰14号”、“保罗·里维尔4号”、“费厄法克斯”、“萨姆豪斯顿”、“联合城”、“科尔科尔”、“黄石”、“萨拉托加”等较大规模的作战行动。
1970年12月，第25步兵师撤回美国夏威夷州斯科菲尔德兵营。撤走之后，该师第2旅作为独立部队留在越南执行任务，直至1971年12月撤回美国。

### 改编之后
1986年10月1日，随着许多重型装备的移交完毕，美国第25步兵师被正式改编为美国第25步兵师。
1988年，第25步兵师的第一批部队以营为单位，进入驻阿肯色州查菲堡的联合战备训练中心参加轮训，该中心负责为美国陆军的轻型部队提供最为逼真的训练环境。伴随着参加在泰国举行的“金色眼镜蛇”、在澳大利亚举行的“康加罗”和在日本举行的“东方盾牌”联合与联盟训练演习，第25步兵师的作战能力逐步得到提高。1993年在韩国举行的“团队精神”演习是该师参加的最大的年度作战演习，该师一半以上官兵参加了演习。
1991年1月，美国第25步兵师第27步兵团4营的3个连被部署到沙特阿拉伯，稍后美国第3集团军副司令将该部设为第3集团军前方指挥所的保安部队。3月1日，该部跟随施瓦茨科普夫上将进入伊拉克，为停战签字提供安全警卫。3月20日任务完成返回美国驻地。
1995年，第25步兵师中的3700名官兵奉命进驻海地，执行代号“支持民主行动”的行动，海地多国部队的指挥和控制权从美国第10山地师手中转移到第25步兵师司令部。其中第2旅负责阿里斯蒂德、太子港及国家宫等重要设施的安全；第3旅部署在海地北部的海地角，协助当地政府恢复秩序。1995年3月31日，联合国接管多国部队的领导工作，第25步兵师主体撤出海地，第2旅有500名官兵编入联合国维和行动部队。
作为美国陆军的两个轻型步兵师之一，第25步兵师担负着太平洋司令部的战备值班任务，时刻准备应付从朝鲜到菲律宾出现的任何危机。1995年9月，第25步兵师再次改编，该师第1旅在夏威夷州斯科菲尔德兵营退出现役然后在华盛顿州刘易斯堡转服现役。自此，第25步兵师分驻两地。
2004年4月，第25步兵师前往阿富汗，接替第10山地师执行反恐作战任务。

## 当前組織架構
- 第25步兵师第2步兵旅級戰鬥隊(駐紮夏威夷州)
- 第25步兵师第3步兵旅級戰鬥隊(駐紮夏威夷州)
- 第25步兵师师属炮兵(駐紮夏威夷州)
- 第25步兵师航空战斗旅(駐紮夏威夷州)
- 第25步兵师支援旅(駐紮夏威夷州)

## 历任师长
- MG Maxwell Murray 1941–1942
- MG 約瑟夫·勞頓·科林斯 1942–1943
- MG 小查尔斯·L·马林斯 1943–1948
- BG Everett E. Brown（代理师长） 1948
- MG 威廉·B·基恩 1948–1951
- MG Joseph S. Bradley 1951
- MG Ira P. Swift 1951–1952
- MG Samuel T. Williams 1952–1953
- MG Halley G. Maddox 1953–1954
- BG Oscar W. Koch（代理师长） 1954
- MG Leslie D. Carter 1954
- MG Herbert B. Powell 1954–1956
- MG Edwin J. Messinger 1956–1957
- MG Archibald W. Stuart 1957–1958
- MG John E. Theimer 1958–1960
- MG Jonathan O. Seaman 1960
- MG James L. Richardson 1960–1962
- MG 欧内斯特·F·伊斯特布鲁克 1962–1963
- MG Andrew J. Boyle 1963–1964
- MG Frederick C. Weyand 1964–1967
- MG John C. F. Tillson, III 1967
- MG Fillmore K. Mearns 1967–1968
- MG Ellis W. Williamson 1968–1969
- MG Harris W. Hollis 1969–1970
- MG Edward Bautz, Jr. 1970–1971
- MG Ben Sternberg 1971
- MG Thomas W. Mellen 1971–1972
- MG Robert N. Mackinnon 1972–1974
- MG Harry W. Brooks, Jr. 1974–1976
- MG Willard W. Scott, Jr. 1976–1978
- MG Otis C. Lynn 1978–1980
- MG Alexander Weyand 1980–1982
- MG William H. Schneider 1982–1984
- MG Claude M. Kicklighter 1984–1986
- MG James W. Crysel 1986–1988
- MG Charles P. Otstott 1988–1990
- MG Fred A. Gorden 1990–1992
- MG Robert L. Ord III 1992–1993
- MG George A. Fisher Jr. 1993–1995
- MG John J. Maher 1995–1997
- MG James T. Hill 1997–1999
- MG 威廉·E·沃德 1999–2000
- MG James M. Dubik 2000–2002
- MG Eric T. Olson 2002–2005
- MG Benjamin R. Mixon 2005–2008
- BG Mick Bednarek February–May 2008
- MG Robert L. Caslen Jr. 2008–2009
- MG Bernard S. Champoux 2010–2012
- MG W. Kurt Fuller 2012–2014
- MG Charles A. Flynn 2014–2016
- MG Christopher G. Cavoli 2016–2018
- MG Ronald P. Clark 2018–2019
- MG James B. Jarrard 2019–2021
- MG Joseph A. Ryan, 2021–2023
- MG Marcus S. Evans, 2023–当前